# 米哈伊利夫斯凱 (扎波羅熱區)
47°59′31″N 35°54′32″E / 47.99194°N 35.90889°E
米哈伊利夫斯凱（烏克蘭語：Михайлівське）是位於烏克蘭東南部的村莊，由扎波羅熱州扎波羅熱區的新米科拉伊夫卡市鎮負責管轄。該村面積0.73平方公里，海拔高度83米，2001年人口428，人口密度每平方公里583.9人。